# Rozprawy z Dziejów Oświaty
Rozprawy z Dziejów Oświaty – rocznik historyczny ukazujący się od 1958 roku. Wydawcą jest Instytut Historii Nauki PAN. W roczniku publikowane są artykuły naukowe, recenzje, materiały dotyczące dziejów edukacji. Jego redaktorami naczelnymi byli: Łukasz Kurdybacha (do 1973), Józef Miąso (do 2009).